# Natricidae
Famille
Synonymes
- Natricinae Bonaparte, 1838

Les Natricidae sont une famille de serpents. Elle a été créée par Charles-Lucien Bonaparte en 1838.

## Répartition
Les espèces de cette famille se rencontrent sur tous les continents à l'exception des pôles.

## Liste des genres
Selon The Reptile Database (4 septembre 2015) :
- genre Adelophis Dugès, 1879
- genre Afronatrix Rossman & Eberle, 1977
- genre Amphiesma Duméril, Bibron & Duméril, 1854
- genre Amphiesmoides Malnate, 1961
- genre Anoplohydrus Werner, 1909
- genre Aspidura Wagler, 1830
- genre Atretium Cope, 1861
- genre Balanophis Smith, 1938
- genre Clonophis Cope, 1889
- genre Haldea Baird & Girard, 1853
- genre Hebius Thompson, 1913
- genre Herpetoreas Günther, 1860
- genre Hologerrhum Günther, 1858
- genre Hydrablabes Boulenger, 1891
- genre Hydraethiops Günther, 1872
- genre Iguanognathus Boulenger, 1898
- genre Isanophis David, Pauwels, Nguyen & Vogel, 2015
- genre Liodytes Cope, 1885
- genre Limnophis Günther, 1865
- genre Lycognathophis Boulenger, 1893
- genre Macropisthodon Boulenger, 1893
- genre Natriciteres Loveridge, 1953
- genre Natrix Laurenti, 1768
- genre Nerodia Baird & Girard, 1853
- genre Opisthotropis Günther, 1872
- genre Parahelicops Bourret, 1934
- genre Pararhabdophis Bourret, 1934
- genre Paratapinophis Angel, 1929
- genre Regina Baird & Girard, 1853
- genre Rhabdophis Fitzinger, 1843
- genre Sinonatrix Rossman & Eberle, 1977
- genre Storeria Baird & Girard, 1853
- genre Thamnophis Fitzinger, 1843
- genre Trachischium Günther, 1858
- genre Tropidoclonion Cope, 1860
- genre Tropidonophis Jan, 1863
- genre Virginia Baird & Girard, 1853
- genre Xenochrophis Günther, 1864

## Taxinomie
Cette famille était par le passé considérée comme une sous-famille des Colubridae.

## Publication originale
- Bonaparte, 1838 : Synopsis vertebratorum systematis. Amphibiorum Tabula Analytica. Nuovi Annali delle Scienze Naturali, Bologna, vol. 1, p. 391-397 (texte intégral).